# Александр Морфов
Александр Васілев Морфов (13 січня 1880, Стара Загора — 19 квітня 1934, Софія) — болгарський військовий композитор-флейтист, поет, публіцист. Брат оперної співачки Христини Морфової. 
Автор популярного в болгарській армії «Марша македонських революціонерів». 

## Біографія
Закінчив греко-католицьку гімназію в Одріні (сучасна Туреччина), де навчався за класом флейти. 1902 року здобув спеціальну освіту у Військовій школі Софії, де працював вихователем до 1922 року. 
Служив у 1-му та 25-му піхотних полках. Учасник Балканських воєн та першої світової війни. 
1919 року — отримав чин підполковника, а вже від 1922 року — у запасі. 

## Музична діяльність
Винахідник нового різновиду флейти, а також нового музичного інструменту «Орфеїн», який мав тембр віолончелі. 
Брав активну участь у громадській роботі, зокрема став одним із засновників Спілки народних хорів Болгарії. Доклав багато зусиль для музичної освіти військових, писав марші та пісні мілітарного змісту. 

## Твори
- 2 пісні для чоловічого хору;
- 10 пісень для змішаного хору («Дамнян танец води», «Баба Минковица», балада «Сеймени»);
- 30 військових маршів (найбільш відомий — марш македонських революціонерів «Изгрей зора на свободата»);
- 4 пісні для фортепіано;
- лібрето для опери Георгія Атанасов «Запустялата воденица».